# Eritrea (Schiff)
Die Eritrea war ein Kolonialkreuzer der italienischen, später unter dem Namen Francis Garnier der französischen Marine.

## KolonialkreuzerEritrea(Italien) 1936–1948

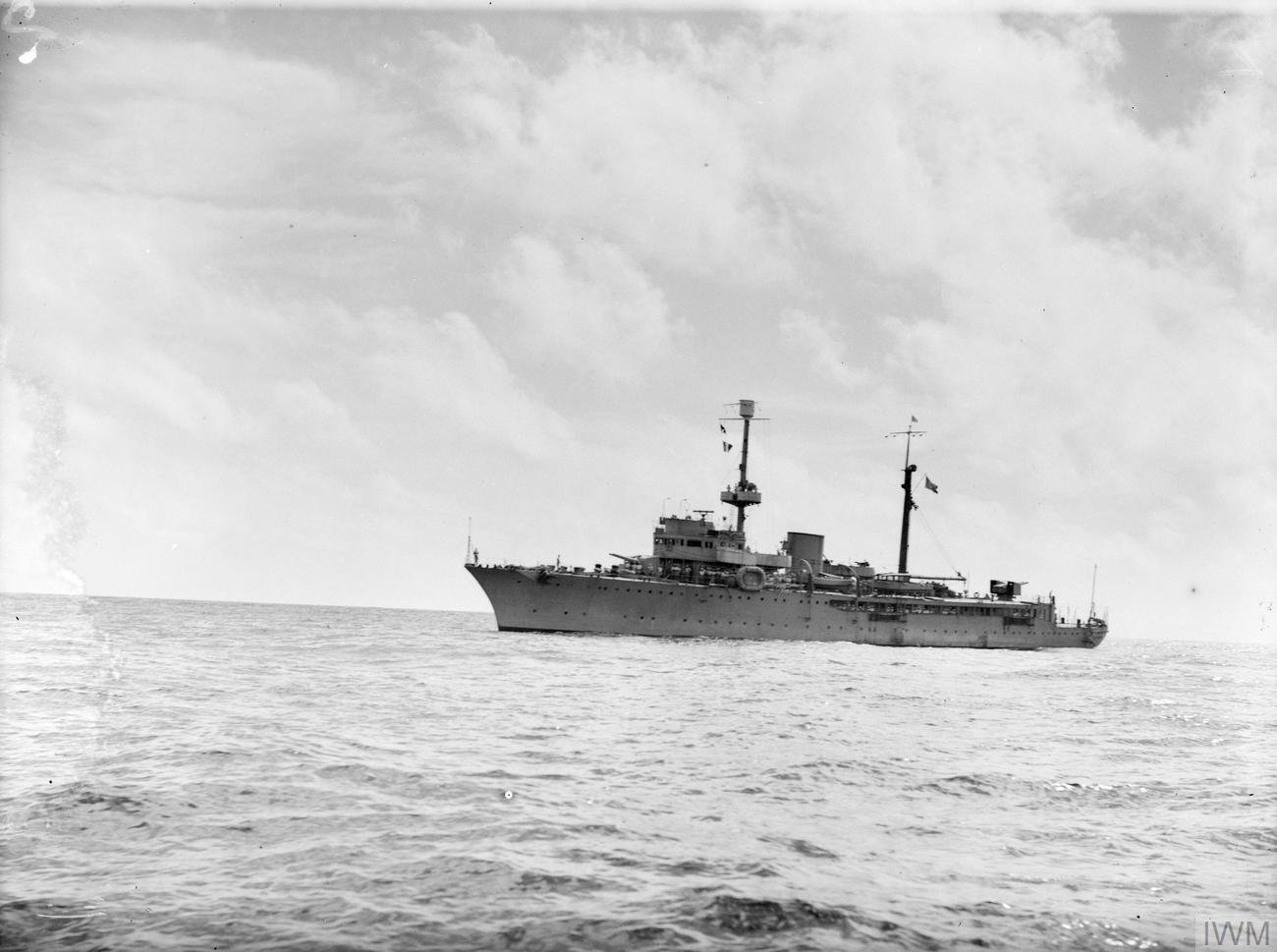
Die Eritrea beim Einlaufen in Colombo 1943

Die Eritrea war ein Kolonialkreuzer (Italienisch Nave coloniale) der italienischen Marine. Das Schiff wurde speziell für den Einsatz in den italienischen ostafrikanischen Kolonien Eritrea und Italienisch-Somaliland konzipiert. Wegen des ständigen Einsatzes in Gebieten mit hohen Temperaturen (Rotes Meer und nordwestlicher Indischer Ozean) verfügte das Schiff über eine Gefrieranlage für Lebensmittel. Es wurde nur ein Schiff dieses Typs gebaut.
Das Schiff war ab 1937 in Eritrea stationiert. Nach dem Zusammenbruch der italienischen Kolonien in Ostafrika sollte das Schiff 1943 zur Unterstützung Japans nach China verlegt werden. Auf Grund der Kriegslage und der eigenen Versorgungslage entschloss sich der Kommandant jedoch, den damals britischen Hafen Colombo auf Ceylon (heute Sri Lanka) anzulaufen. Im September 1943 stellten sich Schiff und Besatzung den Briten in Colombo.
Nach dem Zweiten Weltkrieg wurde das Schiff als Reparationsleistung an Frankreich ausgeliefert. Die französische Marine stellte das Schiff später als Aviso wieder in Dienst und benannte es nach einem französischen Forschungsreisenden in Francis Garnier um.

## AvisoFrancis Garnier(Frankreich) 1948–1966
Italien musste die Eritrea 1948 als Reparationsleistung an Frankreich abliefern. Das Schiff wurde am 12. Februar 1948 als Aviso mit dem Namen Francis Garnier und der Kennung F730 von der französischen Marine als viertes Schiff mit diesem Namen übernommen.
Nach dem Umbau von 1949 bis 1950 wurde die Francis Garnier am 12. Januar 1950 in Dienst gestellt und von Toulon über Madagaskar, Réunion, Australien und Neuseeland nach San Francisco (Vereinigte Staaten) verlegt. Hier übernahm das Schiff die Eskorte für einen Konvoi nach Indochina. Von 1951 bis 1953 erfolgte eine Instandsetzung und Modernisierung. Danach wurde der Aviso erneut nach Französisch-Indochina verlegt und nahm dort in den folgenden Jahren an den Kampfhandlungen teil. So war das Schiff auch an der Evakuierung von Tonkin beteiligt. Mit dem Ende der französischen Kolonialherrschaft in Indochina verließ die Francis Garnier 1955 Saigon. Von 1956 bis 1957 wurde das Schiff auf einer Werft in Japan zunächst überholt, bevor es in sein neues Operationsgebiet in den französischen Pazifik-Kolonien erreichte. Von 1959 bis 1960 erfolgte in Diego Garcia ein weiterer Werftaufenthalt.
Am 1. Januar 1966 wurde der Aviso Francis Garnier schließlich in Papeete auf Tahiti in Französisch-Polynesien außer Dienst gestellt, blieb aber in Reserve. Die Streichung aus der französischen Flottenliste erfolgte am 5. Oktober 1966. Das Schiff wurde schließlich bei der ersten französischen Atomwaffentest-Serie auf dem Pazifik-Atoll Mururoa als Versuchsschiff aufgebraucht. Infolge der Waffenwirkung sank die Francis Garnier am 29. Oktober 1966 um 16:15 Uhr vor Mururoa. Das Wrack liegt in 1.300 m Tiefe.